# Горшков, Михаил Матвеевич
Михаил Матвеевич Горшков — советский хозяйственный, государственный и политический деятель, директор совхоза «Холмогорка» Волоколамского района Московской области, Герой Социалистического Труда.

## Биография
Родился в деревне Малое Стромилово ныне Волоколамского района Московской области в семье крестьянина. Русский. После окончания техникума работал зоотехником в ряде хозяйств Московской области. Участник Великой Отечественной войны. Воевал в 923-м стрелковом полку 251-й стрелковой дивизии. Попал в плен, освобождён 18.10.1941. Участвовал в составе дивизии в битве за Москву. Сержант Горшков М. демобилизован 14.11.1945.
После демобилизации вернулся в родные места и работал старшим зоотехником в совхозе «Холмогорка» Волоколамского района, затем заместителем директора.
В 1947 году надои совхозных коров составили 1800 килограммов молока в среднем на каждую корову. Уже в 1948 году надой от каждой фуражной коровы вырос до 4687 килограммов, несколько коров вышли в разряд рекордисток, давая по 6 тысяч и более килограммов молока в год.
После ухода на пенсию прежнего директора А. Ф. Парфёнова в мае 1961 года Михаил Матвеевич возглавил совхоз «Холмогорка», который под его руководством на протяжении десятилетий продолжал быть лучшим сельхозпредприятием страны и постоянным участником Выставки достижений народного хозяйства (ВДНХ) СССР.
По комплексу показателей совхоз получил статус Государственного Племенного Завода.
Указом Президиума Верховного Совета СССР от 22 марта 1966 года за достигнутые успехи в развитии животноводства, увеличении производства и заготовок мяса, молока, яиц, шерсти и другой продукции Горшкову Михаилу Матвеевичу присвоено звание Героя Социалистического Труда с вручением ордена Ленина и золотой медали «Серп и Молот».
В 1977 году назначен директором совхоза-техникума «Холмогорка», образованном в декабре 1976 года на базе госплемзавода и зооветеринарного техникума. Заслуженный зоотехник РСФСР. Почётный гражданин Волоколамского района (08.12.1984). 
Трудовой стаж М. М. Горшкова в совхозе «Холмогорка» составил более 40 лет.
Основная часть его наград хранится в музейно-выставочном комплексе «Волоколамский кремль».
Похоронен на кладбище в селе Спирово Волоколамского района Московской области.

## Награды
- Золотая медаль «Серп и Молот» Героя Социалистического Труда (22 марта 1966),
- орден Ленина (22 марта 1966),
- орден Октябрьской Революции (8 апреля 1971),
- орден Отечественной войны II степени (11 марта 1985)[5][6],
- 3 ордена Трудового Красного Знамени (3 сентября 1949, 3 ноября 1951, 1 октября 1952),
- орден Дружбы народов (21 декабря 1983),
- орден «Знак Почёта» (6 сентября 1973),
- медали,
- также медалями ВДНХ СССР.
- Заслуженный зоотехник РСФСР.
- Почётный гражданин Волоколамского района (8 декабря 1984)[7].